# Resorbție
Resorbție  (lat. resorbere) este un proces de dispariție lentă, prin absorbție treptată, a unui produs patologic, sau a unui țesut sau organ, de obicei străin organismului ( de exemplu, resorbție a unei grefe).  Proces de atrofiere a unui țesut sau a unui organ, de obicei prin fagocitoză. Proces de  încorporare, prin care un lichid sau un gaz trece dintr-o cavitate a organismului, dintr-un vas sau din țesutul interstițial în sistemul circulator. (În fizică) Absorbție sau adsorbție a gazelor sau a vaporilor proveniți din corpul absorbantului sau adsorbantului.